# Deutsches Meisterschaftsrudern 1911
Das 30. Deutsche Meisterschaftsrudern wurde 1911 in Berlin ausgetragen. Es wurden Rennen in vier Bootsklassen ausgetragen.

## Medaillengewinner
| Bootsklasse            | Gold | Silber | Bronze |
| ---------------------- | --- | --- | --- |
| Einer                  | Bernhard von Gaza (RG Wiking Berlin) | Daniel Neckenauer (Mannheimer RV Amicitia) | keine weiteren Boote im Ziel |
| Zweier ohne Steuermann | Ludwigshafener RV von 1878 Hermann Wilker Otto Fickeisen                                                                                                | Mainzer RV Oskar Cordes Lorenz Eismayer | keine weiteren Boote am Start |
| Vierer ohne Steuermann | Berliner RV von 1876 Otto Liebing Werner Dehn Rudolf Reichelt Hans Matthiae                                                                             | keine weiteren Boote in der Wertung | keine weiteren Boote in der Wertung |
| Achter                 | RV Sport-Germania Stettin Reinhold Reiß Emil Lade Max Neumann K. Weiß Ernst Brandt Hans Wiegels Gerhard Saltzwedel Hans Neumann Fritz Vollbrecht (Stm.) | Berliner RV von 1876 Max Bröske Erich Koch Otto Liebing Arthur Kienast Werner Dehn Walter Buchholz Rudolf Reichelt Hans Matthiae Walter Scholz (Stm.) | Spindlersfelder RV Hans Richter Georg Horn Max Dietel Willi Steeger Fritz Bartholomae Willi Bartholomae Richard Reiche Johannes Jurich Paul Hentsch (Stm.) |